# Auguštanovec
Auguštanovec – wieś w Chorwacji, w żupanii zagrzebskiej, w gminie Pokupsko. W 2011 roku liczyła 125 mieszkańców.